# С любовью, Хина
«С любовью, Хина» (яп. ラブひな рабу хина, англ. Love Hina) — японская манга, написанная и проиллюстрированная Кэном Акамацу. Изначально она публиковалась в журнале Weekly Shonen Magazine в период с 21 октября 1998 года по 31 октября 2001 года, а затем была опубликована в 14 танкобонах издательством Kodansha. Сюжет произведения повествует о Кэйтаро Урасиме, который пытается найти девушку, которой он в детстве дал обещание поступить в Токийский университет. Манга была лицензирована компанией Tokyopop для публикации на английском языке в Америке и Великобритании, компанией Madman Entertainment для публикации в Австралии, Waneko — в Польше и Chuang Yi — в Сингапуре. Сценаристами аниме были написаны две манга-новеллы, которые были изданы в Японии (Kodansha), а затем в США и Великобритании (Tokyopop).
Компанией Xebec был снят 24-серийный аниме-сериал, который транслировался в Японии с 19 апреля 2000 до 27 сентября 2000. Также существуют две дополнительные серии, поставлявшиеся вместе с DVD-выпуском, две специальные серии и 3-серийная OVA, названная Love Hina Again. Аниме, дополнительные серии и OVA были лицензированы компанией Bandai Entertainment для распространения в Северной Америке. В июле 2007 года лицензия на сериал была приобретена Funimation Entertainment, которая к февралю 2009 года издала бокс-сет с аниме. В Австралии и Великобритании распространением аниме занималась компания MVM Films. В России права на весь сериал, за исключением двух дополнительных серий, приобрела компания «Мега-Аниме». Данная лицензия действовала с 2007 по 2011 год, продлевать её компания не стала.
Серия приобрела популярность во многих странах мира и была успешна как в коммерческом плане, так и с точки зрения восприятия критиками. В Японии продажи манги превысили 6 млн копий, также было продано более 1 млн. DVD-дисков с аниме. Английское издание манги часто переиздавалось. И манга, и аниме удостоились многочисленных наград в Японии и США.
В декабре 2010 года компания «Комикс-Арт» объявила о приобретении лицензии на российское издание манги Love Hina и скором выходе из печати первого тома. 14 апреля 2011 года было объявлено о выходе первого тома манги под названием «С любовью, Хина».

## Сюжет
Действие произведения разворачивается в префектуре Канагава. В четырехлетнем возрасте у Кэйтаро Урасимы была подруга, которая рассказала ему о примете: если двое влюблённых вместе поступят в Токийский университет (сокращённо «То-дай»), то они всегда будут вместе и их жизнь сложится счастливо. Дети пообещали друг другу, что, когда вырастут, то поступят в То-дай. Однако его подруга переехала, и дети расстались. Кэйтаро вырос и спустя пятнадцать лет не может вспомнить ни имени подруги, ни её лица. Кэйтаро дважды проваливает попытки поступления, его родители прекращают поддерживать его. Он узнаёт о том, что его бабушка Хина, владелица гостиницы «Хината», собралась в отпуск и попросила внука поработать управляющим вместо неё. В гостинице расположено женское общежитие. Живущие в нём девушки поначалу пытались выгнать Кэйтаро, но его тётя Харука представила Кэйтаро как студента То-дая и сообщила о просьбе бабушки, после чего он стал управляющим гостиницы.
В «Хинате» Кэйтаро знакомится с Нару Нарусэгавой, которая также собирается поступать в То-дай. Он просит Нару помочь ему с поступлением в университет. Кэйтаро случайно прочитывает небольшую часть её дневника. В течение обучения двое становятся ближе друг к другу, и Кэйтаро начинает думать, что Нару может быть той девушкой, которой он когда-то дал обещание. На второй день экзаменов Кэйтаро прямо спрашивает Нару об обещании, на что та отвечает, что он ошибся. Им двоим не удаётся сдать экзамены на поступление. После этого они отправляются в Киото, где встречают Мицуми Отохимэ, которая живёт в Окинаве и также готовится к поступлению в То-дай.
Вернувшись из Киото, Кэйтаро и Нару решают пересдать экзамены. Мицуми некоторое время спустя прибывает в Токио, и все трое начинают учиться вместе. Нару полагает, что девушкой, которой Кэйтаро дал обещание, является Мицуми, однако та заявляет, что в детстве давала обещание Нару, а не Кэйтаро. После сдачи экзаменов Кэйтаро думает, что вновь их провалил, и убегает, не узнав о результатах. Нару бежит за ним. Жители «Хинаты» сообщают, что и Кэйтаро, и Нару, и Мицуму успешно сдали экзамены. Однако в результате несчастного случая, произошедшего на церемонии открытия учебного года, Кэйтаро получает травму и в течение трёх месяцев не может посещать занятия. После выздоровления он решает учиться за границей вместе с Нориясу Сэтой. Нару признаётся ему в своих истинных чувствах и намеревается ждать его возвращения.
Когда Кэйтаро возвращается, он и Нару начинают встречаться. Бабушка Хина возвращается в «Хинату» и сообщает, что Нару и есть та девушка, которой Кэйтаро дал обещание. Спустя четыре года Кэйтаро женится на Нару.

## История создания
Первоначальные эскизы для манги были созданы в период между сентябрём и декабрём 1997 года, после завершения A.I. Love You. Предварительные наброски главных персонажей были созданы в период с декабря 1997 года по январь 1998 года, затем, с января по апрель 1998 года, делались начальные зарисовки и прорабатывались остальные персонажи. Полная раскадровка была сделана до публикации, в период с апреля по август 1998 года.
В течение полугода до начала публикации дизайны персонажей претерпевали ряд изменений, у некоторых персонажей также был изменён облик и имя. Например, на ранних стадиях создания Нару носила имя Мидори, и по изначальному сценарию именно она должна была упасть голой через дыру в полу на голову Кэйтаро и потерять память. Этот сценарий был оставлен для Мицуми. Имя главной героини — Нару, — менялось много раз, прежде чем автор остановился на «Нару Нарусэгава» и её окончательный дизайн стал похож на Саати Намбу из A.I. Love You. Мотовской характер Кицунэ, её утомлённый вид и более зрелый возраст первоначально планировались для Каоллы. Характер Синобу был оставлен в первоначальном варианте, однако её внешность и возраст изменились после того, как сформировалась концепция серий. Сначала Синобу была похожа на Фоту Намбу из A.I. Love You.
На протяжении всей работы над мангой для её рисования использовалось цифровое редактирование. После проработки приблизительных набросков макета страницы и внедрения основных деталей страница сканировалась при помощи Apple Macintosh. Неподвижные элементы изображения затенялись или заштриховывались, а остальные элементы дорисовывались поверх них с помощью компьютера. Также использовался «банк изображений», в котором хранились рисунки основных деталей и локаций (таких, как комнаты персонажей). Вместо того чтобы каждый раз рисовать на пустом месте, эти изображения из банка могли использоваться как основа, а дополнительные детали добавлялись к ним в зависимости от требований сцены. Части гостиницы «Хината» и других мест были срисованы с реальных мест и фотографий, собранных в ходе исследования.

## Печатные издания

### Манга
123 главы манги Love Hina изначально публиковались в журнале Weekly Shōnen Magazine. Публикация началась 21 октября 1998 года и завершилась 31 октября 2001 года. Главы были собраны и опубликованы издательством Kodansha в 14-ти танкобонах; в тома вошли 118 пронумерованных глав и 2 завершающие. Продажи первых 11-ти томов в Японии превысили 6 млн экземпляров. Манга позднее была переиздана в цветном формате. Выпущенный в 2010 году сентябрьский номер журнала Weekly Shōnen Magazine включал в себя однокадровый цветной комикс Love Hina.
Переведённая на английский язык серия была лицензирована на территории США и Великобритании компанией Tokyopop, выпустившей в период с 21 мая 2002 года по 16 сентября 2003 года 14 томов манги. В данном издании манги сохранялся традиционный японский порядок чтения справа налево. Стиль рисунка также остался прежним. Манга Love Hina стала одним из наиболее продаваемых произведений, распространением которых занималась Tokyopop, и несколько раз переиздавалась. В августе 2009 года лицензия Tokyopop была отозвана издательством Kodansha. Подразделение Kodansha Comics USA заявило о намерении переиздать мангу в формате одного тома с новым переводом.
Манга была лицензирована для продажи и в других странах: Сингапуре (Chuang Yi), Франции, Квебеке (Pika Édition), Испании (Glénat), Бразилии (Editora JBC), Мексике (Grupo Editorial Vid), Польше (Waneko), Греции (Compupress), Германии, Норвегии (Schibsted Forlag), Швеции (Bonnier Carlsen), Дании (Egmont Manga & Anime) и России (Комикс-Арт).
Издательство Kodansha также опубликовало двуязычное издание (на японском и английском языках) манги; на английский язык текст был переведён Гилсом Мюррэем. Данное издание включало в себя 8 томов, которые были сняты с продажи после того, как серия была лицензирована Tokyopop.

### Лайт-новел
Два романа лайт-новел были написаны сценаристами аниме и проиллюстрированы Кэном Акамацу; они являются сюжетными ответвлениями основной истории. Love Hina: Mystery Guests at Hinata Hotel (яп. ラブひな―混浴厳禁‐ひなた旅館へようこそ!) был написан Сё Аикавой под псевдонимом «Куро Хадзуки» и опубликован на территории Японии издательством Kodansha 17 мая 2001 года. В декабре того же года роман был переиздан в двуязычном издании (на английском и японском языках). Книга состоит из двух историй. Первая рассказывает о слухе, что в «Хинате» спрятано сокровище; все жильцы претендуют на его часть. Слух гласит, что ключ к сокровищу находится на теле Кэйтаро. Согласно второй истории, бабушка Хина обещала некоторым из прежних клиентов, что гостиница будет вновь открыта для них на несколько дней. Позднее жильцы «Хинаты» сами начинают встречать посетителей. Второй роман, Love Hina: Secrets at Hinata Hotel (яп. ラブひな―混浴厳禁 ひなた荘のヒミツ), был написан Хироюки Кавасаки и опубликован в Японии 15 февраля 2002 года; в том же месяце вышло двуязычное издание. Данный роман также поделён на две части. Первая из них повествует о том, как Су и Сара создают механическую копию Кэйтаро. Механизм становится опасен, и девушки пытаются устранить угрозу. Второй рассказ посвящён Кицунэ и Мотоко. Мотоко собирается сдавать экзамены на поступление в университет, а в это время её посещает старшая сестра Цуруко, которая требует от неё выполнить технику обмена душами. Однако душа Мотоко меняется с Кицунэ, а не с Нару. Девушкам приходится оставаться в чужих телах, пока Мотоко не сможет поменять их обратно. Лицензия на оба романа была приобретена компанией Tokyopop, которая выпустила первый роман на английском языке под заглавием Love Hina: The Novel, Volume 1 11 апреля 2006 года, а второй под заглавием Love Hina: The Novel, Volume 2 — 8 августа 2006 года.

### Книги
Были изданы два справочника по манге для поклонников серии. Обе книги были опубликованы 17 июля 2002 года. Книга Love Hina 0 (яп. ラブひな0) включает в себя краткие описания персонажей, интервью, информацию о создании и другие вспомогательные материалы, касающиеся первых семи томов манги. Love Hina Mugendai (яп. ラブひな∞) содержит также арт, информацию о сроках выпуска, ранние наброски и рукописные заметки.
Два изданных справочника были посвящены аниме-сериалу. Книга Ani-Hina Ver.1 была опубликована 4 августа 2000 года, а Ani-Hina Ver.2 — 9 ноября 2000 года. Обе книги содержали краткие биографии персонажей, описания серий, наброски, интервью и информацию о сэйю.

## Аниме

### Телесериал
По манге Love Hina студией Xebec был снят аниме-сериал. Он содержит 26 серий (24 основных и две дополнительных) и повествует об основных события оригинального произведения, от появления Кэйтаро в «Хинате» до событий, предшествующих последней попытке поступления его и Нару в То-дай. Аниме демонстрировалось по телеканалу TV Tokyo с 19 апреля по 27 сентября 2000. Открывающей темой сериала стала песня Sakura Saku (яп. サクラサク), а закрывающей — Kimi Sae Ireba (яп. 君さえいれば). Обе песни были написаны Рицуко Окадзаки и прозвучали в исполнении Мэгуми Хаясибары; позднее они были выпущены в качестве CD-синглов и в чартах Oricon дебютировали на 7-м месте. Дополнительная серия была позднее включена в DVD-дополнение к основному сериалу. Режиссёром аниме выступил Ёсиаки Ивасаки, сценаристом — Сё Аикава, дизайн персонажей разрабатывался Макото Уно.
В Японии сериал был издан на девяти DVD-дисках, продажи превысили 1 млн копий. Love Hina стал одним из первых аниме-сериалов, для которого создавались любительские переводы. Популярность и широкая распространённость любительских переводов привела к тому, что у компаний, желавших лицензировать серию (в том числе ADV Films), возникали трудности с этим. Серия была лицензирована в Северной Америке компанией Bandai Entertainment и в 2002 году выпущена ей на 6-ти DVD-дисках. В июле 2007 года Funimation Entertainment сообщила о приобретении лицензии на аниме после того, как срок лицензии у Bandai истёк. Новый бокс-сет, включающий в себя 4 диска, был выпущен компанией 24 февраля 2009 года. 27 июля 2010 года аниме было переиздано как часть сборника Viridian Collection от Funimation. В Великобритании аниме было лицензировано компанией MVM Films и было выпущено ей на 6-ти DVD-дисках и в одном бокс-сете. Распространением аниме на территории Австралии и Новой Зеландии занималась компания Madman Entertainment.
После завершения показа телесериала был издан сборник Love Hina Final Selection, включающий в себя аниме и запись концерта, в котором участвовала съёмочная группа.
По мотивам аниме была создана ани-манга под названием Love Hina Anime Comics, пересказывающая сюжет аниме, в неё вошли кадры из сериала. В издание вошли также 3 эксклюзивные коллекционные карты и информация о создании аниме.

### Специальные выпуски

#### Love Hina — Christmas (Special)
После завершения телесериала 25 декабря 2000 года по TV Tokyo был показан специальный выпуск Love Hina Xmas Eve: Silent Night (яп. ラブひな　クリスマス・スペシャル～サイレント・イブ～ Рабу Хина Курисумасу Супэсяру Саирэнто Ибу). На DVD в Японии он вышел 4 июля 2001 года. События происходят в последний год подготовки к поступлению героев в То-дай. Жители «Хинаты» готовятся к Рождеству, а Нару, Кэйтаро и Отохимэ продолжают готовиться к экзаменам. Девушки вспоминают старую примету, согласно которой если признаться в любви на Рождество, то можно загадать любое желание, которое обязательно сбудется.
Выпуск вышел в США 3 декабря 2002 года, а в Великобритании — 7 ноября 2005 года.

#### Love Hina — Spring (Special)
Весенний специальный выпуск Love Hina Spring Special: I Wish Your Dream (яп. ラブひな　春スペシャル～キミ　サクラチルナカレ！！～ Рабу Хина Хаару Супэсяру Сакуратирунакарэ!!?) также демонстрировался по TV Tokyo 1 апреля 2001 года. По сюжету Кэйтаро, Нару и Отохимэ вновь пытаются поступить в То-дай. Кэйтаро засыпает на экзамене и приходит в себя только за пять минут до конца тестирования. Будучи уверенным в том, что он провалил экзамен, Кэйтаро нанимается грузчиком на корабль, где встречается с Сетой Нориясу и отправляется в экспедицию на остров, чтобы найти культуру летающих черепах.
DVD-диск с данным выпуском был издан в Японии 1 августа 2001 года, в США 18 марта 2003 года, а в Великобритании 16 мая 2005 года.

### Love Hina Again
OVA под названием Love Hina Again (яп. ラブひな Again Rabu Hina Agēn Рабу Хина Агэ:н) выходила в Японии с 26 января по 27 марта 2002 года; она является заключением к оригинальному аниме. Сюжет начинается с поступления Кэйтаро, Нарусэгавы и Отохимэ в То-дай. Получив травму, Кэйтаро оказывается вынужден взять академический отпуск на время первого семестра; после выздоровления он уезжает с Сэтой на раскопки. В «Хинату» прибывает Канако, младшая сестра Кэйтаро, и на время отсутствия брата берёт на себя обязанности управляющего.
CD-сингл, включающий в себя открывающую тему Kirari Takaramono (яп. キラリ☆宝物, рус. Блестящее сокровище) и закрывающую песню Be for Me, Be for You, был выпущен 28 февраля 2002 года. В первой серии песня звучала в одиночном исполнении, а в третьей серии — в дуэте с Юдзи Уэдой. В Северной Америке и Великобритании аниме Love Hina Again вышло 2 сентября 2003 года и 7 января 2008 года соответственно.

### Музыка
Ещё до начала съёмок аниме были записаны несколько песен, которые исполнили актёры озвучки. Альбом I Love Hina вышел 26 апреля 2000 года, Love Hina 1 — 26 июня 2000 года, Love Hina 2 — 26 июля 2000 года, Love Hina 3 — 23 августа 2000 года.
Также было выпущено несколько саундтреков. Love Hina Original Sound File (яп. オリジナルサウンドファイル) вышел 21 сентября 2000 года; в его состав вошла вся фоновая музыка и вокальные песни. Love Hina — Winter Special Soundtrack был выпущен 24 января, а следующий саундтрек под названием Love Hina — Spring Special Soundtrack — 6 июня 2001 года. Love Hina Again Soundtrack вышел 3 апреля 2002 года. 16 марта 2001 года вышел альбом Love Hina – Hinata Girls Song Best (яп. ひなたガールズベストソングベスト) с вокальными песнями, 3 октября 2001 года был опубликован Love Hina – Hinata Girls Song Best 2 (яп. ひなたガールズベストソングベスト 2). Бо́льшая часть песен из этих двух альбомов была написана Рицуко Окадзаки, которая также выпустила альбом Love Hina Okazaki Collection. Актёры озвучки участвовали в двух концертах под названием Love Live Hina, проведённых в Токио и Осаке.

## OST

### Opening/Ending
TV
- Opening — Sakura Saku

исполнение: Хаясибара Мэгуми
композитор: Окадзаки Рицуко
- Ending — Kimi Sae Ireba (эп 1-23); Hajimari wa Kokokara (эп 24)

исполнение: Хаясибара Мэгуми
композитор: Окадзаки Рицуко
X’mas Special
- Opening — Sakura Saku

исполнение: Хаясибара Мэгуми
композитор: Окадзаки Рицуко
- Ending — Shukufuku

исполнение: Юи Хориэ, Куватани Нацуко, Ю Асакава, Рэйко Такаги, Дзюнко Нода, Сацуки Юкино и Юмико Кобаяси
Spring Special
- Ending — Sakura Saku

Again
- Opening — Kirari Takaramono

исполнение: Юи Хориэ
- Ending

1. Be For You, Be For Me (Юи Хориэ)
2. Be For You, Be For Me (Куватани Нацуко)
3. Be For You, Be For Me (Юдзи Уэда и Юи Хориэ)

### Список альбомов
- Again — 4
- Best Collection — 27
- Friendship — 4
- Hinata Girls Song Best Vol.1 — 14Love Hina — Hinata Girls Song Best
- Hinata Girls Song Best Vol.2 — 13Love Hina — Hinata Girls Song Best 2
- I Love Hina — 8
- Mini Album 1 — 9
- Mini Album 2 — 9
- Mini Album 3 — 9
- OST — 33
- Original Sound File Disc 1 — 45
- Original Sound File Disc 2 — 25
- Sakura Saku — 4
- Spring Special OST — 16
- Winter Special ~Silent Eve~ OST — 14
- Self cover album Ritsuko Okazaki

| Again | Again                                          |
| ----- | ---------------------------------------------- |
| 1     | Horie Yui-Kirari Takaramono — 3:49             |
| 2     | Horie Yui-Kirari Takaramono (off vocal) — 3:49 |
| 3     | Horie Yui-Be For You, Be For Me — 4:38         |
| 4     | Horie Yui-Be For You, Be For Me (off vocal)    |

| Best Collection | Best Collection                                                     |
| --------------- | ------------------------------------------------------------------- |
| 1               | My Song - Shinobu & Nyamo Version — 2:13                            |
| 2               | My Songe — 1:59                                                     |
| 3               | A Confession — 0:22                                                 |
| 4               | Toss About In Bed — 1:46                                            |
| 5               | The Island Of The South Seas — 2:01                                 |
| 6               | Fantasy — 1:49                                                      |
| 7               | Shinobu's Diary Of Duties (Instrument Version) — 1:04               |
| 8               | Lonesome — 1:48                                                     |
| 9               | Desert - Water Play In The Jungle — 2:58                            |
| 10              | Recollection — 1:43                                                 |
| 11              | A Cave — 2:08                                                       |
| 12              | A Big Crisis — 1:47                                                 |
| 13              | Nyamo's Song - La La La Version — 3:04                              |
| 14              | The Beginning Starts Now (On Air Size) — 1:18                       |
| 15              | Blessing (On Air Size) — 1:38                                       |
| 16              | Nyamo's Song - Love & Peace Version — 3:05                          |
| 17              | The Beginning Starts Now — 3:17                                     |
| 18              | Energetic Tomboys — 3:30                                            |
| 19              | Skyscraper — 3:17                                                   |
| 20              | My Songe — 2:05                                                     |
| 21              | X'mas Present — 1:54                                                |
| 22              | Town — 1:52                                                         |
| 23              | Love Hotel — 1:16                                                   |
| 24              | Solitude — 2:04                                                     |
| 25              | An Angel Of Love Has Descended And... - Instrumental Version — 2:28 |
| 26              | Winter Wish - Instrumental Version — 2:14                           |
| 27              | Winter Wish — 5:14                                                  |

| Friendship | Friendship                             |
| ---------- | -------------------------------------- |
| 1          | Friendship — 5:34                      |
| 2          | Haru da mono! (Naru version) — 3:41    |
| 3          | Haru da mono! (Shinobu version) — 3:39 |
| 4          | Haru da mono! (Mutsumi version) — 3:38 |

| Hinata Girls Song Best Vol.1 | Hinata Girls Song Best Vol.1                 |
| ---------------------------- | -------------------------------------------- |
| 1                            | Haru da mono! — 3:39                         |
| 2                            | SAKURA SAKU — 3:13                           |
| 3                            | SUMAIRU SUMAIRU ~ VERSION 2001 ~ — 4:09      |
| 4                            | Mainichi ga Otenki — 3:38                    |
| 5                            | Shinobu no Tooban Nisshi — 3:25              |
| 6                            | Tsuki no Gotoku — 4:03                       |
| 7                            | HEART wa WOW WOW — 4:42                      |
| 8                            | Kasa ga Nai no yo — 3:51                     |
| 9                            | Nante SUTEKI na — 5:18                       |
| 10                           | DAME DAME!! — 3:32                           |
| 11                           | Sweet Blue Days ~ GREENHORN VERSION ~ — 5:23 |
| 12                           | Kimi Sae Ireba — 4:12                        |
| 13                           | Mirai e no Okurimono — 5:10                  |
| 14                           | Hazimari wa Koko kara — 3:25                 |

| I Love Hina |                                                  |
| ----------- | ------------------------------------------------ |
| 1           | Mainichi ga Otenki — 3:45                        |
| 2           | Kisetsu Hasure no Naru (KURISUMASU) — 6:19       |
| 3           | Osoroi no Silver Ring — 4:11                     |
| 4           | Kisetsu Hasure no Shinobu (BARENTAIN) — 6:55     |
| 5           | Mainichi ga Otenki (Off Vocal Version) — 3:44    |
| 6           | Osoroi no Silver Ring (Off Vocal Version) — 4:11 |
| 7           | Naru — 0:33                                      |
| 8           | Shinobu — 0:22                                   |

| Mini Album 1 | Mini Album 1                               |
| ------------ | ------------------------------------------ |
| 1            | Yakusoku — 4:43                            |
| 2            | Mini Drama 1 ~ 'Yosshamakashitoki!' — 4:32 |
| 3            | Shinobu no Touban Nisshi — 3:25            |
| 4            | Mini Drama 2 ~ 'Yosshamakashitoki!' — 3:43 |
| 5            | Kasa ga Nai no yo — 3:51                   |
| 6            | Yakusoku (Karaoke) — 4:44                  |
| 7            | Shinobu no Touban Nisshi (Karaoke) — 3:26  |
| 8            | Kasa ga Nai no yo (Karaoke) — 3:51         |
| 9            | Mini Drama 3 — 0:35                        |

| Mini Album 2 | Mini Album 2                             |
| ------------ | ---------------------------------------- |
| 1            | Happy Happy Rice Shower — 3:53           |
| 2            | Mini Drama 1 ~ Oshogatsu do Yo! — 5:10   |
| 3            | Shinken — 4:17                           |
| 4            | Mini Drama 2 ~ Henshin Tsuki Hime — 4:21 |
| 5            | HEART wa Wow Wow — 4:40                  |
| 6            | Happy Happy Rice Shower (Karaoke) — 3:53 |
| 7            | Shinken (Karaoke) — 4:18                 |
| 8            | HEART wa Wow Wow (Karaoke) — 4:42        |
| 9            | Mini Drama 3 — 0:54                      |

| Mini Album 3 | Mini Album 3                               |
| ------------ | ------------------------------------------ |
| 1            | Ramune Iro no Natsu — 4:16                 |
| 2            | Dora Musume Versus Roonin Se — 4:40        |
| 3            | Nante Suteki na — 5:18                     |
| 4            | Dora Musume vs. Kame Musume — 4:46         |
| 5            | Dame Dame!! — 3:32                         |
| 6            | Ramune Iro no Natsu (Karaoke) — 4:15       |
| 7            | Nante Suteki na (Off Vocal Version) — 5:18 |
| 8            | Dame Dame!! (Off Vocal Version) — 3:32     |
| 9            | Saigo no Chu — 2:46                        |

| OST | OST                                                             |
| --- | --------------------------------------------------------------- |
| 1   | Kirari Takaramono -Short Size- — 1:34                           |
| 2   | Epilogue Kara no Hajimari — 1:03                                |
| 3   | Naru no Nayami — 4:31                                           |
| 4   | Soshi no Sakki — 1:25                                           |
| 5   | Monmon — 3:55                                                   |
| 6   | Owakare Party — 3:51                                            |
| 7   | Otegami — 3:59                                                  |
| 8   | Oni Goroshi Kai — 1:41                                          |
| 9   | Saisho no Yakusoku — 2:50                                       |
| 10  | Soshite — 1:19                                                  |
| 11  | Saigo no Yakusoku — 1:38                                        |
| 12  | Saigo no Aisatsu — 3:05                                         |
| 13  | be for you, be for me -Short Size- — 1:05                       |
| 14  | Toudai Nyuugaku — 1:04                                          |
| 15  | Totsuzen no Wakare — 1:30                                       |
| 16  | Koigokoro — 0:55                                                |
| 17  | Tomadoi — 0:39                                                  |
| 18  | Sakusen Jikkou — 0:36                                           |
| 19  | Henshin! — 0:22                                                 |
| 20  | Be for You, Be for Me — 4:37                                    |
| 21  | Asa no Hizashi — 0:38                                           |
| 22  | Bekkan e — 1:24                                                 |
| 23  | Makai — 0:40                                                    |
| 24  | Kokuhaku — 0:54                                                 |
| 25  | be for you, be for me ~Kanako Ver.~ — 4:47                      |
| 26  | Keitaro no Yume ~ Naru no Yume — 1:54                           |
| 27  | Ketsui — 1:50                                                   |
| 28  | Shizumu Yuuhi — 1:58                                            |
| 29  | Bekkan Houkai — 1:02                                            |
| 30  | Daidanen — 0:44                                                 |
| 31  | be for you, be for me ~Keitaro & Naru Ver.~ — 4:07              |
| 32  | be for you, be for me -Short Size- ~Kanako Ver.~ — 1:04         |
| 33  | be for you, be for me -Short Size- ~Keitaro & Naru Ver.~ — 1:04 |

| Sakura Saku | Sakura Saku                     |
| ----------- | ------------------------------- |
| 1           | Sakura Saku — 3:13              |
| 2           | Kimi Sae Ireba — 4:13           |
| 3           | Sakura Saku (Karaoke) — 3:11    |
| 4           | Kimi Sae Ireba (Karaoke) — 4:11 |

| Love Hina Spring Special OST | Love Hina Spring Special OST                    |
| ---------------------------- | ----------------------------------------------- |
| 1                            | Watashi No Uta (Shinobu & Nyamo Version) — 2:17 |
| 2                            | Kokuhaku — 2:02                                 |
| 3                            | Negaeri — 0:25                                  |
| 4                            | Nankai no Kotou — 1:50                          |
| 5                            | Gensou — 2:03                                   |
| 6                            | Toudai Goukaku — 1:52                           |
| 7                            | Shinobu No Touban Nisshi (Instrumental) — 1:05  |
| 8                            | Sekiryou — 1:49                                 |
| 9                            | Sabaku ~Jungle Mizuabi — 3:00                   |
| 10                           | Kaisou — 1:46                                   |
| 11                           | Doukutsu — 2:09                                 |
| 12                           | Dai Pinch — 1:49                                |
| 13                           | Nyamo-chan No Uta (LA LA Version) — 3:06        |
| 14                           | Hajimari wa Koko kara — 3:25                    |
| 15                           | Shukubuku (TV Size) — 1:40                      |
| 16                           | Nyamo-chan No Uta (Love & Peace Version) — :04  |

| Winter Special ~Silent Eve~ - OST | Winter Special ~Silent Eve~ - OST                                                                                     |
| --------------------------------- | --- |
| 1                                 | Hayashibara Megami - Hazimari wa koko kara — 3:19                                                                     |
| 2                                 | Hinata Cast - Drama I Honyomi — 5:06                                                                                  |
| 3                                 | Hinata Cast - Drama II Satsunyuu — 5:26                                                                               |
| 4                                 | Hinata Cast - Drama II Uchiage — 6:14                                                                                 |
| 5                                 | Horie Yui, Kurata Masayo, Asakawa Yuu, Takagi Reiko, Noda Junko, Yukino Satsuki & Kobayashi Yumiko - Syukuhuku — 3:32 |
| 6                                 | Takagi Reiko & Kobayashi Yumiko - Baribari Otenba BONUSPART — 3:20                                                    |
| 7                                 | Iwamoto Masak - Matenrou BGM PART — 2:07                                                                              |
| 8                                 | Iwamoto Masak - X'mas Present — 1:56                                                                                  |
| 9                                 | Iwamoto Masak - Machi — 1:54                                                                                          |
| 10                                | Iwamoto Masak - Love Hotel — 1:17                                                                                     |
| 11                                | Iwamoto Masak - Kodoku — 2:05                                                                                         |
| 12                                | Iwamoto Masak - Koi no Tenshi Maiorite ~INST VER~ — 2:30                                                              |
| 13                                | Iwamoto Masak - Winter Wish ~INST VER~ — 2:17                                                                         |
| 14                                | Yonekura Chihiro - Winter Wish — 5:14                                                                                 |

### Love Live Hina
Были организованы живые концерты в Осаке и Токио, на которых сэйю исполняли полюбившиеся многим осты и разыгрывали небольшие сценки, имитирующие жизнь персонажей.
Первым прошёл концерт в Осаке под названием «～ひなたガールズが東京な～» 

Дата: 6 августа 2000 с 18:30 до 19:52

Место проведения: Осака (Zepp Osaka)

В ролях: Юй Хориэ, Курата Масаё, Ю Асакава, Рэйко Такаги, Дзюнко Нода, Сацуки Юкино, Мэгуми Хаясибара
| Исполненные композиции:    | Исполненные композиции:            | Исполненные композиции:                                               |
| оригинальное название      | английское название                | исполнитель                                                           |
| -------------------------- | ---------------------------------- | --------------------------------------------------------------------- |
| サクラサク                 | Sakura Saku                        |                                                                       |
| Heat Up Up Girl            |                                    | Рэйко Такаги                                                          |
| ラ・ム－ンな気分で         |                                    | Дзюнко Нода                                                           |
| Smile for you              | Smile for You                      | Курата Масаё                                                          |
| 月の如く                   |                                    | Ю Асакава                                                             |
| 笑顔の未来へ               | To the Future with a Smile         | Юй Хориэ                                                              |
| ラムネ色の夏               |                                    | Юй Хориэ                                                              |
| 伝説の温泉ガメ             |                                    | Сацуки Юкино                                                          |
| HEARTはWow Wow             | Wow Wow At Heart                   | Рэйко Такаги                                                          |
| Sweet blue days            | Sweet Blue Days                    | Курата Масаё и Ю Асакава                                              |
| 君さえいれば               |                                    | Мэгуми Хаясибара                                                      |
| 傘がないのよ               | You Know, I Don’t Have An Umbrella | Дзюнко Нода                                                           |
| 約束                       | Promise                            | Юй Хориэ                                                              |
| なんてステキな             |                                    | Сацуки Юкино                                                          |
| しのぶの当番日誌           | Shinobu’s Diary Of Duties          | Курата Масаё                                                          |
| 真剣                       |                                    | Ю Асакава                                                             |
| Happy happy ＊ rice shower |                                    | Юй Хориэ                                                              |
| サクラサク                 | Sakura Saku                        | Мэгуми Хаясибара                                                      |
| いい湯だな                 |                                    | попорядку: Хаясибара, Такаги и Масаё, Ю Асакава и Нода, Юкино и Хориэ |

Затем был организован бис-концерт  под названием «～ひなたガールズが東京な～»

Дата: 8 октября 2000 с 18:30 до 19:54

Место проведения: Сибуя, Токио (ON AIR EAST)

В ролях: Юй Хориэ, Курата Масаё, Ю Асакава, Рэйко Такаги, Дзюнко Нода, Сацуки Юкино, Мэгуми Хаясибара
| Исполненные композиции:    | Исполненные композиции: | Исполненные композиции:                                               |
| оригинальное название      | английское название     | исполнитель                                                           |
| -------------------------- | ----------------------- | --------------------------------------------------------------------- |
| サクラサク                 | Sakura Saku             |                                                                       |
| スマイル スマイル          |                         | Сацуки Юкино и Юй Хориэ                                               |
| Heat Up Up Girl            |                         | Рэйко Такаги                                                          |
| ラ・ム－ンな気分で         |                         | Дзюнко Нода                                                           |
| 真剣                       |                         | Ю Асакава                                                             |
| しのぶの当番日誌           |                         | Курата Масаё                                                          |
| 約束                       |                         | Юй Хориэ                                                              |
| 伝説の温泉ガメ             |                         | Сацуки Юкино                                                          |
| 傘がないのよ               |                         | Дзюнко Нода                                                           |
| Sweet blue days            | Sweet Blue Days         | Курата Масаё и Ю Асакава                                              |
| HEARTはWow Wow             |                         | Рэйко Такаги                                                          |
| Happy happy ＊ rice shower |                         | Юй Хориэ                                                              |
| いい湯だな                 |                         | попорядку: Хаясибара, Такаги и Масаё, Ю Асакава и Нода, Юкино и Хориэ |

Третий и он же последний концерт прошёл под названием «春だもの！ ～LOVE LIVE HINA FINALな in NK～»

Дата: 24 марта 2001 18:30 до 20:18

Место проведения: Токийский залив (Ｎ．Ｋ．ホール)

В ролях: Юдзи Уэда, Юй Хориэ, Курата Масаё, Ю Асакава, Рэйко Такаги, Дзюнко Нода, Сацуки Юкино, Юмико Кобаяси
| Исполненные композиции: | Исполненные композиции: | Исполненные композиции:                                |
| оригинальное название   | английское название     | исполнитель                                            |
| ----------------------- | ----------------------- | ------------------------------------------------------ |
| サクラサク              | Sakura Saku             |                                                        |
| 春だもの！              |                         | Курата Масаё и Юй Хориэ                                |
| ダメダメ！！            |                         | Юмико Кобаяси                                          |
| HEARTはWow Wow          |                         | Рэйко Такаги                                           |
| 月の如く                |                         | Ю Асакава                                              |
| 傘がないのよ            |                         | Дзюнко Нода                                            |
| Smile for you           |                         | Курата Масаё                                           |
| なんてステキな          |                         | Сацуки Юкино                                           |
| 笑顔の未来へ            |                         | Юй Хориэ                                               |
| 君さえいれば            |                         | Okazaki Ritsuko                                        |
| はじまりはここから      |                         | Okazaki Ritsuko                                        |
| いい湯だな              |                         | Хориэ, Курата, Ю Асакава, Такаги, Нода, Юкино, Кобаяси |
| 約束                    |                         | Юдзи Уэда                                              |
| 真剣                    |                         | Ю Асакава                                              |
| ラ・ム－ンな気分で      |                         | Дзюнко Нода                                            |
| 伝説の温泉ガメ          |                         | Сацуки Юкино                                           |
| しのぶの当番日誌        |                         | Курата Масаё                                           |
| バリバリ・おてんば      |                         | Юмико Кобаяси, Рэйко Такаги                            |
| 毎日がお天気            |                         | Юй Хориэ                                               |
| 未来への贈り物          |                         | Хориэ, Курата, Ю Асакава, Такаги, Нода, Юкино, Кобаяси |
| FRIENDSHIP              |                         | Хориэ, Курата, Ю Асакава, Такаги, Нода, Юкино, Кобаяси |
| 祝福                    |                         | Хориэ, Курата, Ю Асакава, Такаги, Нода, Юкино, Кобаяси |

## Игры
По мотивам произведения было создано несколько видеоигр для различных платформ. Игра Love Hina Pocket для Game Boy Color была выпущена 4 августа 2000 года, а игра Love Hina Party для той же консоли — 26 января 2001 года. Игра Love Hina Advance для Game Boy Advance вышла 7 сентября 2001 года. На платформу Dreamcast 28 сентября 2000 года вышла игра Love Hina: Totsuzen no Engeji Happening, а 29 марта 2001 года — Love Hina: Smile Again. Love Hina 1: Ai wa Kotoba no Naka ni для PlayStation была выпущена 28 сентября 2000 года, а Love Hina 2: Kotoba wa Konayuki no Yō ni для той же игровой приставки — 30 ноября 2000 года. Для игровой приставки PlayStation 2 22 мая 2003 года вышла игра Love Hina: Gojasu Chiratto Happening.

## Отзывы и награды
В 2001 году манга Love Hina выиграла премию Kodansha Manga Award в категории «лучший сёнэн». На выставках Anime Expo, проведённых в 2002 и 2004 годах, она была удостоена звания Best Manga, USA Release (рус. Лучшая манга, Выпуск США). В 2003 году произведение попало в список десяти лучших графических романов по версии Nielsen BookScan и стало одним из первых графических романов в общем торговом списке книг, изданных в мягкой обложке. В 2002 году на основе опроса, опубликованного на ICv2, Love Hina стала «аниме-продуктом года».
Серия была положительно встречена критиками. Тони Чэнь из Anime News Network счёл произведение забавным, хотя и неподходящим для читателей младше 16 лет из-за множества шуток, связанных с сексуальными намёками. Он высоко оценил художественную работу, отмечая, что «сексуальные и милые» женские персонажи идеально подходят для этой серии, и что образ Кэйтаро соответствует его туповатому характеру. Чэнь посчитал избыточной и раздражающей привычку Нару постоянно ловить Кэйтаро на неудачах и называть его извращенцем. Эрик Люс из Ex.org отметил серьёзную проработку персонажей по сравнению с другими любовными комедиями, и описал сериал как «не более чем эксцентричный».
Бамбу Донг из ANN похвалила аниме-адаптацию за интригу и «приятное сочетание драмы, романа и комедии фарса». Она нашла музыку «невероятно симпатичной» и высказала мнение, что сопровождение способствует возникновению многих драматических эффектов в аниме. Джонатан Клементс и Хелен МакКарти в своей книге The Anime Encyclopedia: A Guide to Japanese Animation Since 1917 пишут, что девушки из аниме являются «стандартными и явными архетипами женских персонажей аниме», и что серия в целом является «кульминацией десятилетия компьютерного аниме». Кеннет Ли в обзоре Ex.org положительно отозвался о качестве анимации, подчеркнув преимущество цифрового метода перед аппликационной анимацией. Ли отметил наличие элементов, заимствованных из других аниме-сериалов, таких как Maison Ikkoku и Kimagure Orange Road, а всю серию назвал «просто чудесной». Крис Беверидж в рецензии AnimeOnDVD.com отметил, что первая часть сериала была «по-настоящему хорошо собрана», но посчитал, что манга не была адаптирована в аниме должным образом. Он высоко оценил рождественский специальный выпуск, отметив, что он «на несколько пунктов превосходит телесериал», но счёл, что хотя в весеннем спецвыпуске присутствуют забавные моменты, его сюжет плох.
OVA Love Hina Again вызвала более неоднозначную реакцию; у Зака Бертши из ANN сложилось ощущение, что сюжет OVA противоположен основной серии и не доходит до того же уровня, что другие развлекательные телевизионные сериалы. Образ Канако, сестры Кэйтаро, был в основном раскритикован за то, что она была «одним из наиболее раздражающих персонажей, когда-либо созданных, даже при том, что она была бы лучше для Кэйтаро, чем Нару». Беверидж оценил забавность, комичность и фан-сервис.